# Hobro Idræts Klub
L'Hobro Idræts Klub, meglio noto come Hobro, è una società calcistica danese con sede nella città di Hobro. Milita in 1. Division, la seconda divisione del campionato danese.

## Storia
L'Hobro Idræts Klub venne fondato il 27 maggio 1913, benché il nome scelto inizialmente fosse Hobro Idrætsforening. L'attuale denominazione venne adottata verso la fine degli anni '20, dopo la fusione con l'Hobro Boldklub, società costituitasi in quegli anni. Al termine del campionato 2013-2014, l'Hobro ha conquistato la promozione nella Superligaen, dopo poco più di un secolo di storia.

## Palmarès

### Competizioni nazionali
- 1. Division: 1

2016-2017

## Organico

### Rosa 2020-2021
Aggiornata al 29 settembre 2020.
| N. |                        | Ruolo | Calciatore              |
| -- | ---------------------- | ----- | ----------------------- |
| 2  | Danimarca (bandiera)   | D     | Simon Jakobsen          |
| 3  | Danimarca (bandiera)   | D     | Jesper Bøge             |
| 4  | Danimarca (bandiera)   | D     | Jacob Tjørnelund        |
| 5  | Svezia (bandiera)      | D     | Hugo Andersson          |
| 6  | Danimarca (bandiera)   | D     | Mads Freundlich         |
| 7  | Danimarca (bandiera)   | A     | Thomas Enevoldsen       |
| 8  | Svezia (bandiera)      | C     | Amel Mujanić            |
| 9  | Tunisia (bandiera)     | A     | Imed Louati             |
| 10 | Norvegia (bandiera)    | A     | Pål Alexander Kirkevold |
| 12 | Danimarca (bandiera)   | C     | Jonas Brix-Damborg      |
| 14 | Danimarca (bandiera)   | C     | Mikkel Pedersen         |
| 15 | Stati Uniti (bandiera) | P     | Jacob Samnik            |

| N. |                        | Ruolo | Calciatore           |
| -- | ---------------------- | ----- | -------------------- |
| 17 | Armenia (bandiera)     | C     | Edgar Babayan        |
| 18 | Stati Uniti (bandiera) | C     | Christian Cappis     |
| 19 | Danimarca (bandiera)   | A     | Frederik Brandt      |
| 20 | Danimarca (bandiera)   | A     | Oliver Thychosen     |
| 21 | Danimarca (bandiera)   | A     | Mostafa Maarouf      |
| 22 | Danimarca (bandiera)   | A     | Mads Hvilsom         |
| 23 | Danimarca (bandiera)   | D     | Frederik Elkær       |
| 24 | Danimarca (bandiera)   | C     | Christian Hørby      |
| 25 | Haiti (bandiera)       | A     | Louicius Don Deedson |
| 27 | Danimarca (bandiera)   | D     | Mathias Haarup       |
| 28 | Danimarca (bandiera)   | D     | Tobias Salquist      |
| 31 | Danimarca (bandiera)   | P     | Adrian Kappenberger  |

### Rosa 2019-2020
Aggiornata al 27 gennaio 2020.
| N. |                                 | Ruolo | Calciatore              |
| -- | ------------------------------- | ----- | ----------------------- |
| 1  | Danimarca (bandiera)            | P     | Jesper Rask             |
| 3  | Danimarca (bandiera)            | D     | Jesper Bøge             |
| 4  | Danimarca (bandiera)            | D     | Jacob Tjørnelund        |
| 5  | Danimarca (bandiera)            | D     | Simon Jakobsen          |
| 6  | Danimarca (bandiera)            | D     | Nicholas Gotfredsen     |
| 7  | Bosnia ed Erzegovina (bandiera) | D     | Kerim Memija            |
| 9  | Tunisia (bandiera)              | A     | Imed Louati             |
| 10 | Norvegia (bandiera)             | A     | Pål Alexander Kirkevold |
| 11 | Stati Uniti (bandiera)          | A     | Emmanuel Sabbi          |
| 12 | Danimarca (bandiera)            | C     | Jonas Brix-Damborg      |
| 14 | Danimarca (bandiera)            | C     | Mikkel Pedersen         |
| 15 | Stati Uniti (bandiera)          | P     | Jacob Samnik            |
| 17 | Armenia (bandiera)              | C     | Edgar Babayan           |

| N. |                        | Ruolo | Calciatore            |
| -- | ---------------------- | ----- | --------------------- |
| 18 | Stati Uniti (bandiera) | C     | Christian Cappis      |
| 19 | Norvegia (bandiera)    | A     | Julian Kristoffersen  |
| 20 | Danimarca (bandiera)   | A     | Oliver Thychosen      |
| 21 | Stati Uniti (bandiera) | C     | Yosef Samuel          |
| 22 | Danimarca (bandiera)   | A     | Mads Hvilsom          |
| 23 | Svizzera (bandiera)    | D     | Brandon Onkony        |
| 24 | Danimarca (bandiera)   | D     | Rasmus Minor Petersen |
| 25 | Haiti (bandiera)       | A     | Louicius Don Deedson  |
| 27 | Danimarca (bandiera)   | D     | Mathias Haarup        |
| 28 | Danimarca (bandiera)   | C     | Mathies Skjellerup    |
| 31 | Danimarca (bandiera)   | P     | Adrian Kappenberger   |
| 32 | Danimarca (bandiera)   | C     | Hamse Hussein         |
| 77 | Danimarca (bandiera)   | A     | Alexander Baun        |